# Bulles
Bulles – miejscowość i gmina we Francji, w regionie Hauts-de-France, w departamencie Oise.
Według danych na rok 1990 gminę zamieszkiwało 825 osób, a gęstość zaludnienia wynosiła 49 osób/km² (wśród 2293 gmin Pikardii Bulles plasuje się na 348. miejscu pod względem liczby ludności, natomiast pod względem powierzchni na miejscu 139.).